# Lex Appuleia agraria
Lex Appuleia agraria (plural: leges Appulei) fue el nombre de dos leyes romanas patrocinadas por el tribuno de la plebe Lucio Apuleyo Saturnino de los años 103 a. C. y 100 a. C.
No se sabe nada sobre la primera ley, la segunda se introdujo durante el segundo tribunato de Apuleyo Saturnino. La ley se refería a la redistribución de tierras públicas a los romanos pobres y a los veteranos de Cayo Mario. Para Apiano, se utilizaban las tierras que habían sido tomadas en la Galia Cisalpina y el norte de Italia a los cimbrios después de su derrota en la batalla de los Campos Raudios, cerca de Vercellae, en el 101 a. C. Según otros escritores antiguos, se lograría mediante la fundación de nuevas colonias romanas fuera de Italia.
Saturnino era aliado de Cayo Mario. Según el Pseudo-Aurelio Víctor, para ganar el favor de los soldados de Mario, promulgó una ley que asignaba a los veteranos 100 yugadas (alrededor de 311,5 hectáreas) de tierra en África durante su primer tribunatoe en 103 a. C. Saturnino ayudó a Mario a ser elegido para su cuarto consulado en 102 a. C.

## Disposiciones de lalex Appuleia agraria
La ley preveía la redistribución de tierras que habían sido tomadas a ciudadanos pobres, y especialmente a los veteranos de Mario. Según Aurelio Víctor, Saturnino envió colonos a las provincias romanas de Sicilia, Acaya y Macedonia. Veleyo Patérculo afirmaba que la colonia de Eporedia fue fundada en el noroeste de Italia por Mario durante su sexto consulado en 100 a. C. Lucio Anneo Séneca y Plinio el Viejo escribieron que Mario fundó una colonia en Córcega. Plinio agregó que su nombre era Mariana. Los dos escritores no especificaron cuándo ocurrió esto, pero es probable que fuera como consecuencia de la ley.
Apiano escribió que la ley asignó la mayor parte de la redistribución a los aliados italianos. Presumiblemente, serían principalmente a los veteranos aliados que habían servido bajo Mario. Saturnino había llevado una proposición, también a favor de Mario, por la que este debería tener autoridad para hacer tres ciudadanos romanos en cada colonia.
Otra disposición requería que los senadores prestaran juramento para obedecer la ley dentro de los cinco días y que cualquiera que se negara a hacerlo debería ser expulsado del Senado y pagar una multa de veinte talentos en beneficio del pueblo.
Aunque la ley fue aprobada, fue declarada inválida, junto a otras, después de la muerte de Apuleyo Saturnino.